# Grupo alquenilo
Em química orgânica, um grupo alquenilo é um grupo derivado de um alqueno por eliminação de um de seus átomos de hidrogênio.

## Nomenclatura
Se nomeiam a partir do alqueno de procedência adicionando a terminação enilo:
- CH3-CH=CH- 1-propenilo
- CH2=CH-CH2-CH=CH- 1,4-pentadienilo

Há dois casos nos quais quase nunca se emprega o nome sistemático:
- CH2=CH- grupo vinil
- CH2=CH-CH2- grupo alil